# Clube dos 13
Clube dos 13 (Club de los 13) fue la organización responsable de representar los intereses de los clubes de fútbol más poderosos de Brasil, incluidos miembros de varias federaciones estatales de fútbol como Federação Paulista de Futebol, Federação de Futebol do Estado do Rio de Janeiro, Federação Gaúcha de Futebol, Federação Mineira de Futebol y Federação Bahiana de Futebol. La organización existe principalmente para negociar los derechos de radio y televisión de competiciones como el Campeonato Brasileiro. También el Clube dos 13 es responsable de brindar una voz unificada en las negociaciones con la CBF sobre el formato de las competencias brasileñas.
Fue fundado el 11 de julio de 1987 por representantes de los 13 clubes de mayor tradición, de ahí el nombre de la organización. A partir de 2007, la organización ahora está compuesta por 20 miembros.
El Clube dos 13 organizó dos competiciones nacionales: Copa União 1987 y Copa João Havelange 2000.

## Miembros

### Miembros fundadores
| Club          | Estado             |
| ------------- | ------------------ |
| Bahia         | Bahía              |
| Botafogo      | Río de Janeiro     |
| Corinthians   | São Paulo          |
| Cruzeiro      | Minas Gerais       |
| Flamengo      | Río de Janeiro     |
| Fluminense    | Río de Janeiro     |
| Grêmio        | Río Grande del Sur |
| Internacional | Río Grande del Sur |
| Mineiro       | Minas Gerais       |
| Palmeiras     | São Paulo          |
| Santos        | São Paulo          |
| São Paulo     | São Paulo          |
| Vasco da Gama | Río de Janeiro     |

### Miembros incorporados
| Club         | Estado     |
| ------------ | ---------- |
| Coritiba     | Paraná     |
| Goiás        | Goiás      |
| Guarani      | São Paulo  |
| Paranaense   | Paraná     |
| Portuguesa   | São Paulo  |
| Sport Recife | Pernambuco |
| Vitória      | Bahía      |

## Ruptura
El 23 de febrero de 2011, Botafogo, Flamengo, Fluminense y Vasco da Gama anunciaron que ya no negociarían los derechos de televisión a través del Clube dos 13. Mientras tanto, el Corinthians anunció que dejaba el Clube dos 13. Ambas decisiones estaban relacionadas con un desacuerdo sobre los derechos de televisión propuestos por el Clube dos 13. Los cinco clubes negociarán los derechos de televisión para las temporadas 2012 hasta 2014 sin la mediación del Clube dos 13.